# ليزلي فنتون
ليزلي فنتون (بالإنجليزية: Leslie Fenton) هو مخرج وممثل بريطاني وأمريكي (وحمل سابقاً جنسية المملكة المتحدة لبريطانيا العظمى وأيرلندا)، ولد في 12 مارس 1902 بليفربول في المملكة المتحدة، وتوفي في 25 مارس 1978 في الولايات المتحدة.

## أعمال

### أفلام
- (1933) الرحلة الليلية
- (1938) مدينة الصبيان

## وصلات خارجية
- ليزلي فنتون على موقع IMDb (الإنجليزية)
- ليزلي فنتون على موقع ألو سيني (الفرنسية)
- ليزلي فنتون على موقع أول موفي (الإنجليزية)
- ليزلي فنتون على موقع قاعدة بيانات الأفلام السويدية (السويدية)
- ليزلي فنتون على موقع قاعدة بيانات الفيلم (الإنجليزية)
- ليزلي فنتون على موقع كينوبويسك (الروسية)